# Новоуляновск
Новоуляновск (на руски: Новоульяновск) е град в Уляновска област, Русия, разположен на десния бряг на река Волга. Намира се на 19 километра южно от град Уляновск. Населението на града към 1 януари 2018 е 13 990 души.

## История
Основан е през 1957 година. През 1967 придобива статут на град.